# Tadich Grill

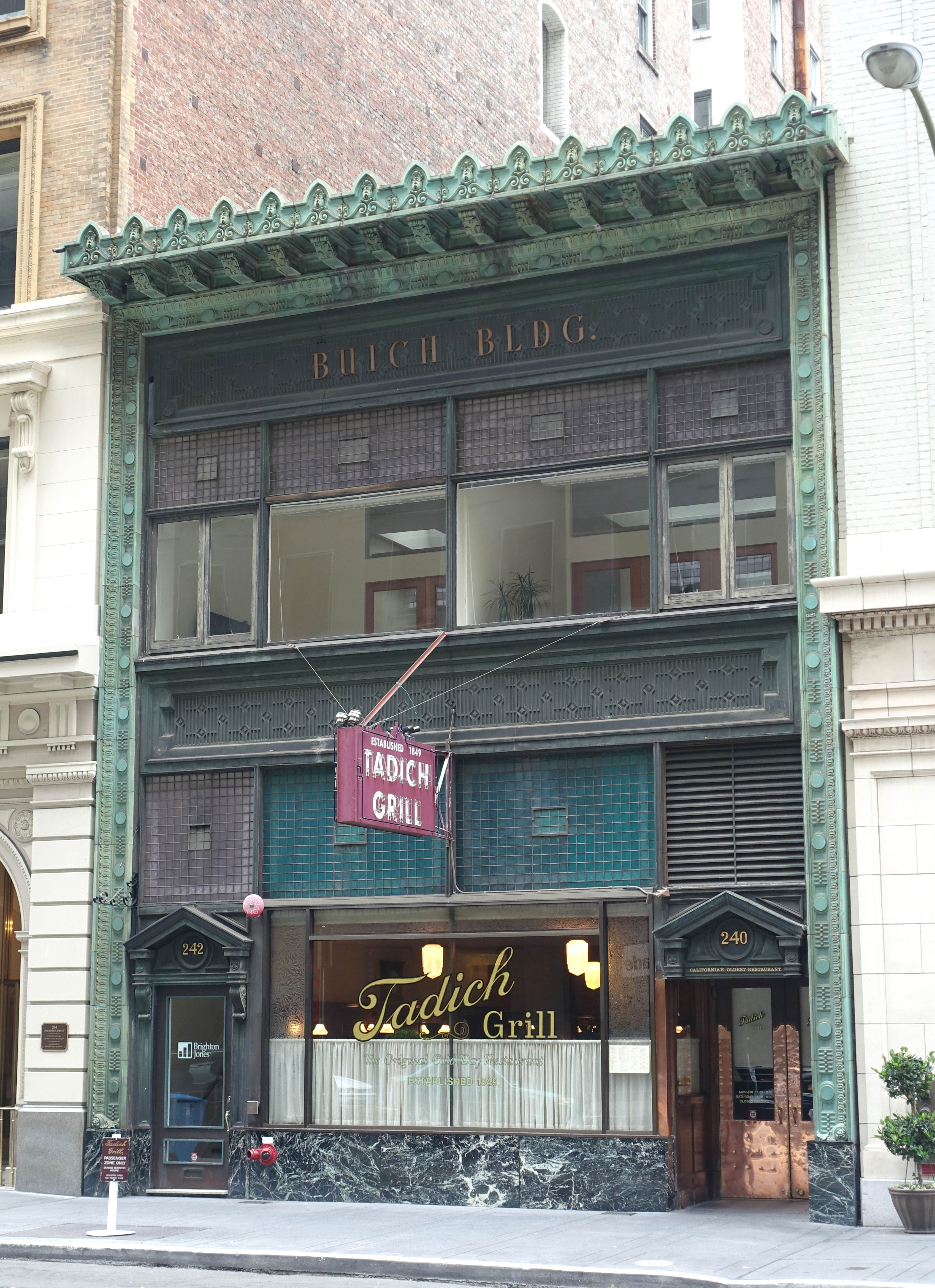
Tadich Grill, 2015

Mitarbeiter während einer Pause vor dem Restaurant

Der Tadich Grill ist ein Restaurant in San Francisco, Kalifornien. Es bietet Fisch und Meeresfrüchte mit einer Zubereitung im kroatischen Stil an. Das 1849 gegründete Restaurant ist bekannt als ältestes noch betriebenes Restaurant in Kalifornien und eines der ältesten in den Vereinigten Staaten.

## Lage
Das Restaurant befindet sich auf der Nordseite der California Street im Financial District San Franciscos an der Adresse 240 California Street.

## Geschichte
Im Jahr 1849 errichteten Nikola Budrovich, Frano Kosta und Antonio Gasparich, drei Einwanderer aus Kroatien, auf dem Pier Long Wharf ein Zelt, in dem sie frischen, über Holzkohle gegrillten Fisch verkauften. Ihren Verkaufsstand nannten sie Coffee Stand. Nach einiger Zeit wurde das Zelt durch einen festeren Unterstand aus Wellblech ersetzt. San Francisco wurde dann durch Aufschüttungen in der Bucht von San Francisco nach Osten erweitert, Long Wharf wurde zu einer Erweiterung der Commercial Street. Der Coffee Stand musste in diesem Zusammenhang zum New World Market an Commercial und Leidesdorff Street umziehen und wurde in New World Coffee Stand umbenannt. Das Geschäft vergrößerte sich und wurde nach einiger Zeit in den Bereich Commercial und Kearny Street verlegt und hieß nun New World Coffee Saloon.
1871 kam der 16-jährige John Tadich, auf den der Name des Restaurants heute verweist, aus Dalmatien nach San Francisco. Nach einigen Jahren in verschiedenen Lokalen wurde er als Barkeeper im New World Coffee Saloon eingestellt. Das Lokal verzog 1879 an die Adresse 221 Leidesdorff Street. 1882 wurde das Restaurant in Cold Day Restaurant (deutsch Restaurant Kalter Tag) umbenannt. Ursächlich hierfür war der Finanzbeamte Alexander Badlam junior, Stammgast des Lokals, der 1882 in San Francisco zu einer Wiederwahl antrat und verkündet hatte, dass es ein kalter Tag (englisch a cold day) sein würde, wenn er verlieren würde. Er verlor und alle begannen sein Stammlokal als Cold Day Restaurant zu bezeichnen. Tadich kaufte im Jahr 1887 das Restaurant unter diesem Namen.
Beim Erdbeben von San Francisco 1906 und dem nachfolgenden Feuer wurde der Bereich zerstört. Betroffen war auch das Adriatic, ein benachbartes kroatisches Restaurant von John Sutich. Tadich und Sutich schlossen sich zusammen und eröffneten ein neues Cold Day an der Adresse 417 Pine Street. 1908 erfolgte ein Umzug an die 411 Pine Street, wo das Lokal dann bereits Tadich Grill hieß. Tadich löste die Partnerschaft im Jahr 1912 wieder auf. Der Tadich Grill zog in die 545 Clay Street.

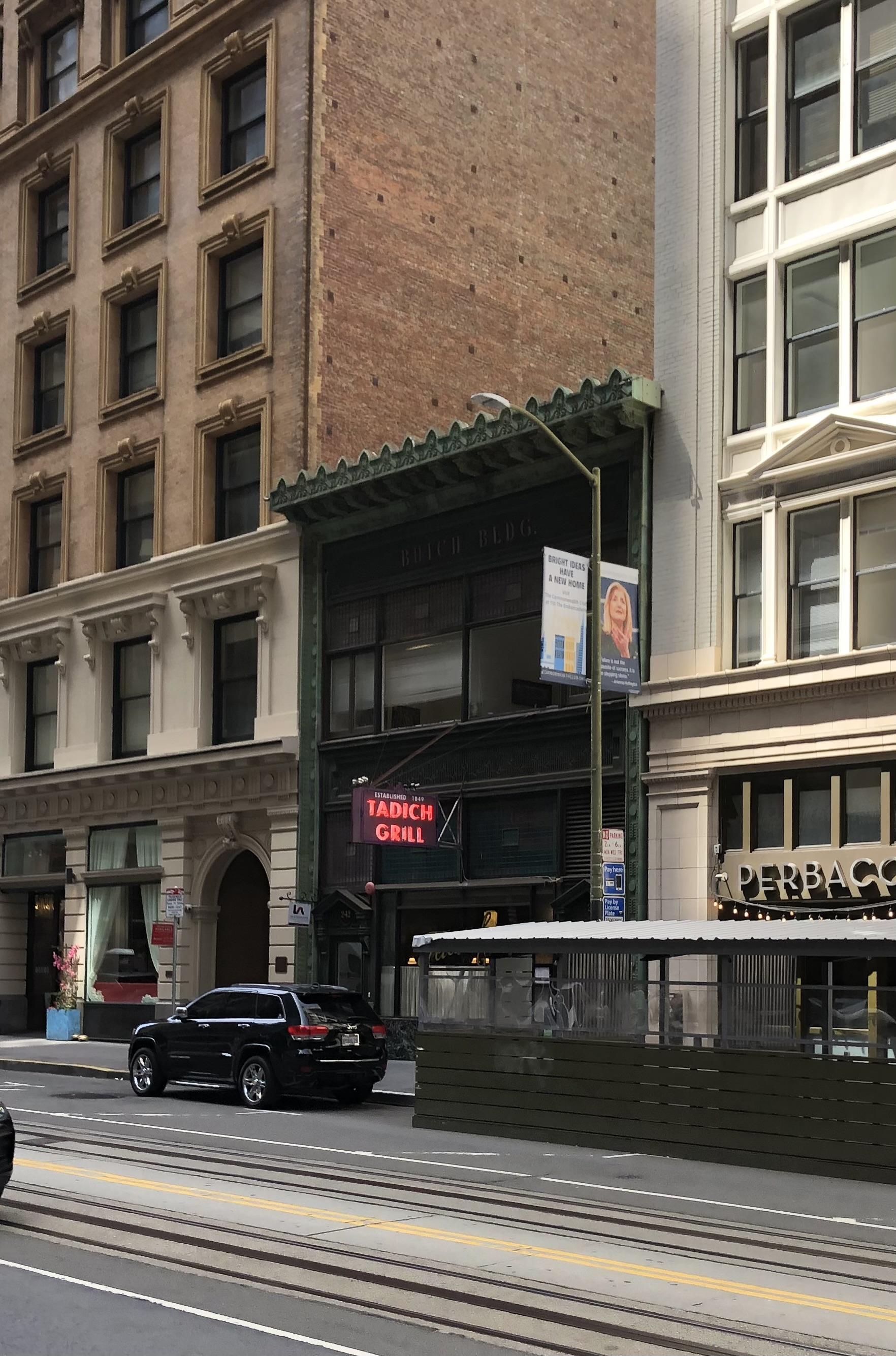
Tadich Grill im Buich Building, 2023

1913 stellte Tadich den Landsmann Tom Buich ein, den er fünf Jahre später wieder entließ, da er ihm ständig erklärte, wie das Geschäft zu führen sei. 1923 stellte er ihn allerdings als Kellner wieder ein. In der Zeit bis 1934 übernahm Buich, gemeinsam mit seinen Brüdern Mitch und Louie das Geschäft. Sie konzentrierten sich wieder auf die Anfänge des Lokals und grillten vor allem Fisch auf Holzkohle. Aufgrund einer Sanierung musste das Restaurant 1967 an seinen heutigen Standort umziehen. Das zweigeschossige Buich Building ist deutlich kleiner als die um ein Vielfaches höhere unmittelbar links und rechts angrenzende Bebauung.

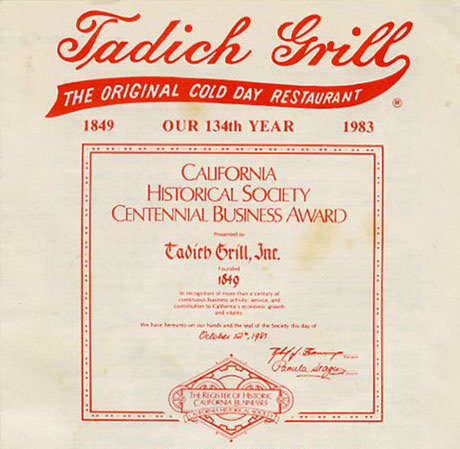
Speisekarte, 1983

Beim Loma-Prieta-Erdbeben 1989 schloss das Tadich als die Gasversorgung unterbrochen wurde. Am nächsten Tag wurden kalte Gerichte und kostenlose Bloody Mary an die Gäste gegeben, die vorbei kamen, um zu sehen ob ihr Lokal noch steht.
Im August 2009 brach ein Feuer in der Küche des Tadich Grills aus. 13 Feuerwehrfahrzeuge rückten zur Brandbekämpfung aus. Am nächsten Tag konnte der Betrieb jedoch normal fortgeführt. Während der COVID-19-Pandemie musste das Restaurant 2020/2021 für 55 Wochen geschlossen werden. Ein Außerhaus-Verkauf, Liefer- und Online-Dienst wurde jedoch fortgeführt.

## Ausrichtung und Küche
Der Tadich Grill ist für seine Meeresfrüchte-Gerichte und seine üppigen Portionen bekannt. Außerdem werden auch Fleischgerichte angeboten. Die Zubereitung erfolgt in einem traditionellen kroatischen Stil.
Das Restaurant ist in einem europäischen Stil gestaltet. Die Kellner tragen weiße Jacken und schwarze Hosen. Für die Hälfte der Plätze werden Reservierungen vergeben. Täglich werden im Durchschnitt 700 Mahlzeiten serviert.